# Памиро-ферганская раса
Памиро-ферганская раса, раса Среднеазиатского междуречья (англ. Pamirid, Pamir-Fergana race) — самая восточная субраса европеоидной расы, распространенная в Средней Азии. К ней относятся прежде всего таджики (в особенности горные таджики), памирские народы, узбеки, уйгуры, а также пуштуны (из провинций Каписа, Парван, Газни, Забуль, Кандагар и Урузган), пашаи. Характеризуется брахикефалией, тёмными волосами, смуглой кожей (светлая кожа и светлые волосы часто встречаются у представителей памирских народов и горных таджиков), узким выступающим носом и довольно сильным развитием третичного волосяного покрова. Для этой расы характерны отсутствие эпикантуса, среднее положение глазного яблока в полости костной глазницы. Лицо не плоское, а слегка выдающееся вперед. Скулы развиты слабо, лицо не широкое, не высокое.
В эпоху бронзы памиро-ферганский тип был широко представлен на территории Средней Азии среди индоевропейского населения.
Таджиков характеризуют тёмные волосы и глаза, и от среднего по смуглости до светлого цвета кожи. Светлые волосы и глаза встречаются у памирцев, а также таджиков Бадахшана, Фанских гор, долины Зеравшана между Гиссарскими и Зеравшанскими хребтами на севере Таджикистана, а также таджиков населяющих Ромитское, Варзобское, Каратагское ущелье и Раштскую с Тавильдаринской долины и Гиссара.

Среднего или высокого роста, с обильной растительностью на лице; с черными, каштановыми, иногда белокурыми волосами, гальча отличаются обычно красивым овальным типом лица, с высоким лбом, правильным, иногда орлиным носом и красивыми чёрными или голубыми глазами.

## Памиро-ферганская раса в классификациях

Таджики, альпийский тип из книги Огастеса Генри Кина «Человек, прошлое и настоящее», 1899

В конце XIX и первые три десятилетия XX столетия наиболее характерных представителей этой расы — население Западного Памира — относили к восточной ветви альпийской расы. Но уже в начале второго десятилетия XX века появились классификации, выделяющие этот тип в самостоятельную расу, стоящую в одном ряду с арменоидной, динарской и альпийской расами. К таким теориям примыкали и советские исследователи Средней Азии в 1920—1930-х годах.
В классификации Hиколая Чебоксарова (1951) южноевропейская (индо-средиземноморская) раса, среди групп типов имеет и индо-памирскую, в которой объединяются брахикефальный памирский и долихокефальный североиндийский расовые типы. Георгий Дебец (1958) к индо-афганской расе относил тип Среднеазиатского междуречья. По Виктору Бунаку (1956), тип Среднеазиатского междуречья, наряду с каспийским, относится к евразийской ветви западного ствола человечества. В его расовой классификации 1980 г. присутствует только ферганская раса, таким образом, население Памира отделяется от равнинного населения Ферганы.
Валерий Алексеев полагал, что варианты, объединяемые под собирательным названием «памиро-ферганская раса», имеют разное происхождение: к собственно памиро-ферганской расе относится лишь население равнинных районов Таджикистана и узбеки, а памирские народы и горные таджики сближаются скорее с закаспийским типом, то есть с туркменами. Точка зрения Валерия Алексеева была поддержана Леонидом Яблонским.

## Происхождение
Согласно гипотезе В. В. Гинзбурга, антропологический тип населения эпохи бронзы андроновской культуры подвергся брахикефализации и грацилизации, что вероятно, являлось следствием развития производительных сил и улучшения жизненных условий, при переходе от культуры бронзы к железу. Переходные варианты от антропологического типа андроновской культуры, к типу Среднеазиатского междуречья, отмечаются преимущественно на сериях черепов кочевников. На других краниологических сериях, преимущественно относящихся к оседлому земледельческому населению, больше выявляются переходные черты от типов средиземноморской расы к типу Среднеазиатского междуречья. Таким образом, можно предполагать, что становление расового типа Среднеазиатского междуречья явилось, с одной стороны, результатом эпохальных преобразований: грацилизации, распространённой у представителей андроновской культуры и брахикефализации у средиземноморского типа, с другой — результатом их смешения.
Раса Среднеазиатского междуречья, развившаяся на обширной территории от Волги на западе до Енисея на востоке, из разных истоков в эпоху поздней бронзы и раннего железа, является как бы сборным антропологическим типом, в отдельных группах которого улавливаются основные исходные корни, на всем протяжении исторического развития народов Средней Азии и сопредельных стран. В расе Среднеазиатского междуречья, древние, исходные элементы смешивались как друг с другом, так и с привнесенными извне. Такие смешения продолжались на всем протяжении истории Средней Азии.
Доля монголоидных элементов у узбеков выше, чем у таджиков, но лишь в отдельных группах монголоидный элемент становится если не господствующим, то по крайней мере численно равнозначным европеоидному. У уйгуров также отмечается монголоидная примесь.
В. П. Алексеев склонялся к гипотезе более древнего происхождения брахикефалии европеоидов памиро-ферганской расы, чем от андроновской культуры.